# تشيكا إيك
تشيكا إيك (بالإنجليزية: Chika Ike) هي عارضة وممثلة نيجيرية، ولدت في 8 نوفمبر 1985 في اونيتشا في نيجيريا.

## وصلات خارجية
- الموقع الرسمي
- تشيكا إيك على موقع IMDb (الإنجليزية)